# 異世奇人 (系列9)
英國科幻電視劇《異世奇人》的系列9共有14集，包括2014年和2015年的2集聖誕特輯和12集常規劇。本系列常規劇於2015年9月19日首播，12月5日完結。史蒂芬·莫法特繼續擔任首席編劇和執行製片人。本系列是2005年復活后的第9季，整個系列的第35季。
這是彼得·卡帕爾蒂主演的第二個常規系列，他飾演類人外星人第十二任博士，一位能夠通過TARDIS穿越時空的時間領主。珍娜·科爾曼飾演博士的同伴克拉拉·奧斯瓦德，這是她的第三個也是最後一個常規系列。《權力的遊戲》女星麦茜·威廉姆斯出演一個常規角色阿希爾德。
史蒂芬·莫法特單獨完成了本系列的4集劇本，并聯合編寫了另外2集。其餘編劇為馬克·加蒂斯、托比·韋候斯、傑米·麥瑟森、凱薩琳·崔格納、彼特·哈尼斯和莎拉·多拉德。本系列於2015年1月5日開拍，并在諸多方面得到很高的正面評價，包括劇本、導演和故事結構，以及彼得·卡帕爾蒂、珍娜·科爾曼和麦茜·威廉姆斯的表演。

## 劇集
| 故事 | 集數 | 標題                       | 譯名              | 導演              | 編劇                       | 首播日期       | 英國收視 (百萬) | 指數 |
| ---- | ---- | -------------------------- | ----------------- | ----------------- | -------------------------- | -------------- | --------------- | ---- |
| 253  | ‡    | Last Christmas             | 最後的聖誕        | 保羅·威姆斯赫斯特 | 史蒂芬·莫法特              | 2014年12月25日 | 8.28            | 82   |
| 254a | 1    | The Magician's Apprentice  | 魔法師的學徒      | 希提·麥克唐納     | 史蒂芬·莫法特              | 2015年9月19日  | 6.54            | 84   |
| 254b | 2    | The Witch's Familiar       | 女巫使魔          | 希提·麥克唐納     | 史蒂芬·莫法特              | 2015年9月26日  | 5.71            | 83   |
| 255a | 3    | Under the Lake             | 湖水之下          | 丹尼爾·奧哈拉     | 托比·韋候斯                | 2015年10月3日  | 5.63            | 84   |
| 255b | 4    | Before the Flood           | 洪水之前          | 丹尼爾·奧哈拉     | 托比·韋候斯                | 2015年10月10日 | 6.05            | 83   |
| 256  | 5    | The Girl Who Died          | 死去的女孩        | 埃德·巴紮格雷     | 傑米·麥瑟森、史蒂芬·莫法特 | 2015年10月17日 | 6.56            | 82   |
| 257  | 6    | The Woman Who Lived        | 永生的女人        | 埃德·巴紮格雷     | 凱薩琳·崔格納              | 2015年10月24日 | 6.11            | 81   |
| 258a | 7    | The Zygon Invasion         | 扎貢入侵          | 丹尼爾·奈特海姆   | 彼特·哈尼斯                | 2015年10月31日 | 5.76            | 82   |
| 258b | 8    | The Zygon Inversion        | 扎貢轉換          | 丹尼爾·奈特海姆   | 彼特·哈尼斯、史蒂芬·莫法特 | 2015年11月7日  | 6.03            | 84   |
| 259  | 9    | Sleep No More              | 永無安眠          | 賈斯廷·莫洛尼科夫 | 馬克·加蒂斯                | 2015年11月14日 | 5.61            | 78   |
| 260  | 10   | Face the Raven             | 直面渡鴉          | 賈斯廷·莫洛尼科夫 | 莎拉·多拉德                | 2015年11月21日 | 6.05            | 84   |
| 261  | 11   | Heaven Sent                | 天堂來使          | 雷切爾·塔拉裏     | 史蒂芬·莫法特              | 2015年11月28日 | 6.19            | 80   |
| 262  | 12   | Hell Bent                  | 地獄歸客          | 雷切爾·塔拉裏     | 史蒂芬·莫法特              | 2015年12月5日  | 6.17            | 82   |
| 263  | ‡    | The Husbands of River Song | 瑞芙·桑恩的丈夫們 | 道格拉斯·馬金農   | 史蒂芬·莫法特              | 2015年12月25日 | 7.69            | 82   |

備註：
1. 1 2  2014年和2015年的聖誕特輯。

## 資料來源
1. ↑  Jordan Alsaqa. . TV Equals. 2015年11月1日  [2018年7月2日]. （原始内容存档于2016-01-20） （英语）.
2. ↑  Scott Collura. . IGN. 2015年12月5日  [2018年7月2日]. （原始内容存档于2016-01-20） （英语）.
3. ↑  . Vulture. 2015年12月6日  [2018年7月2日]. （原始内容存档于2016-01-20） （英语）.
4. ↑  . 影音俱樂部. 2015年11月28日  [2018年7月2日]. （原始内容存档于2017-08-19） （英语）.
5. ↑  . pastemagazine.com. 2015年11月8日  [2018年7月2日]. （原始内容存档于2017-12-03） （英语）.
6. ↑  . 影音俱樂部. 2015年10月24日  [2018年7月2日]. （原始内容存档于2017-08-16） （英语）.
7. 1 2  . Doctor Who News.   [2019-06-18]. （原始内容存档于2015-10-18） （英国英语）.

## 外部連結
- 官方网站
- 《Doctor Who》各集列表 来自互联网电影数据库